# Magda Oranich i Solagran
Magda Oranich i Solagran (Barcelona, 11 de desembre de 1945) és una advocada i política catalana coneguda per defensar nombrosos presos polítics durant el franquisme. Fou diputada al Parlament de Catalunya en la IV Legislatura, i és referent a Catalunya en la lluita pels drets de les dones, la igualtat de gènere i els drets dels animals.

## Biografia
Llicenciada en Dret i Periodisme per la Universitat de Barcelona, participà en la fundació de l'Assemblea de Catalunya i fou empresonada per participar en una reunió. Formà part de l'equip defensor de la darrera persona afusellada pel franquisme, el militant d'ETA Jon Paredes Manot, conegut com a Txiki, en el consell de guerra del 27 de setembre de 1975, i també defensà Salvador Puig i Antich.
Amb la fi del franquisme participà en la fundació del partit polític Nacionalistes d'Esquerra, i fou escollida diputada a les eleccions al Parlament de Catalunya de 1992 en la demarcació de Barcelona en la llista d'Iniciativa per Catalunya. El 1995 abandonà Iniciativa per Catalunya i fou regidora independent per les llistes de CiU a l'Ajuntament de Barcelona entre 1999-2007, on va estar adscrita al Districte de Gràcia, membre de la Comissió de Sostenibilitat, Serveis Urbans i Medi Ambient, i de la Comissió de Seguretat i Mobilitat. A les eleccions espanyoles de 2015 es va presentar a la llista de Democràcia i Llibertat i a les Eleccions al Parlament de Catalunya de 2017 apareixia a les llistes de Junts per Catalunya.
Ha estat membre de la Comissió dels Drets humans del Col·legi d'Advocats de Barcelona, i vicepresidenta del Consell Nacional de Dones de Catalunya. Ha representat moltes víctimes en casos de violacions i de maltractaments, agressions o avortaments. En concret, actuà en el cas contra l'anomenat violador de l'Eixample, que guanyà el 1988. Representà també víctimes de maltractaments en orfenats franquistes, difosos en el documental Els orfenats de la por (2015).
És també secretària de la junta directiva d'ACNUR Catalunya, membre de la junta de Institut Català Internacional per la Pau elegida pel Parlament i membre de la Fundació Ramon Trias Fargas. És membre de la Comissió de Reforma dels Estatuts del Futbol Club Barcelona i el 23 d'abril del 2009 passà a formar part de la junta directiva del Futbol Club Barcelona presidida per Joan Laporta.
Creà la Comissió de Protecció dels Drets dels Animals del Col·legi d'Advocats de Barcelona el 2002, en la qual és presidenta, i va donar suport a la iniciativa legislativa popular de 2010 per l'abolició de les curses de braus a Catalunya.

## Premis i distincions
- 2009: Premi 1978 de la Coordinadora Gai-Lesbiana de Catalunya.[3]
- 2012: Premi de l'Asociación Parlamentaria en Defensa de los Animales (APDDA).[11]
- 2017: Medalla d'Honor de Barcelona.[12]
- 2017: Premi Valors del Consell de l'Advocacia Catalana.[1]
- 2018: Medalla del Col·legi d'Advocats de Catalunya.[3]
- 2018: Medalla d'Honor de la Generalitat de Catalunya per serveis excepcionals a la justícia.[3]